# Ультрабук
Ультрабук (от лат. ultra — сверх, чрезмерно и англ. book — книга ) — более тонкий и легкий вариант ноутбука с меньшими размерами, имеющий более простую (часто одноплатную) конструкцию. Торговая марка Ultrabook принадлежит Intel, которая определяет технические характеристики устройств, использующих этот бренд. Распространение этого термина началось в 2011 году после того, как корпорация Intel представила функции этого класса и концепцию устройства, разработанную совместно с Apple на основе субноутбука MacBook Air, выпущенного в 2008 году.
…такой форм-фактор, как ультрабук, представляющий собой ультратонкий и лёгкий наколенник, представляет собой смешение концепций MacBook Air и iPad. (из интервью The Wall Street Journal)Грэг Уэлш (Greg Welch), директор подразделения Intel, ответственного за продвижение  ультрабука
Современные ультрабуки сочетают в себе функции планшета и ультрапортативного ноутбука.

## История
Первоначально, в 1996 году появилась концепция мобильного компьютерного устройства, более компактного и легкого, чем традиционный ноутбук, благодаря выпуску компанией Toshiba серии ноутбуков под названием Toshiba booklet, которая стала инновационным решением, ознаменовавшим начало новой эры в мире портативных компьютеров и открывшим двери в разработку более элегантных и практичных инструментов.
Компьютер такого класса стал известен как субноутбук, символизирующий сочетание удобства и мощности в одном устройстве. Он наделен уникальной способностью сочетать функциональность и мобильность, позволяя пользователям работать, учиться и творить в любых условиях. Вдохновленный стремлением к инновациям, этот продукт изменил восприятие компьютерных технологий, сделав их доступными и удобными в повседневной жизни, и этот новый шаг в будущее установил новые стандарты, пригласив всех, кто стремился к гармонии между производительностью и комфортом, принять участие в революции.
С тех пор, в течение 15 лет, subnotebook постоянно развивался в направлении уменьшения размеров и цены, а также увеличения вычислительной мощности и времени автономной работы встроенной перезаряжаемой батареи, и в то же время экспериментальные ультратонкие ноутбуки из-за исключительно большого количества конструктивных компромиссов не могли они надолго привлекают внимание покупателя — ярким примером этого стал прототип Mitsubishi Pedion 1998 года выпуска в суперпремиальном исполнении.
Успех случился в 2006-2008 годах во время массового перехода от освещения матрицы ноутбука от технологии CCFL к более компактной, холодной и менее энергозатратной светодиодной LED-подсветке, что вкупе с уменьшенным потреблением типичного интегрированного видеопакета - ядра и первые процессоры Core i-серии (арх. Nehalem), позволили добиться ранее невероятного времени автономной работы для полноразмерных ноутбуков классического дизайна, подготовив тем самым платформу для конструктивно более простых ультрабуков с набором функций, достаточных для современной офисной работы
15 января 2008 года Стив Джобс провёл презентацию нового сверхлёгкого субноутбука Apple MacBook Air, выполненного в тонком алюминиевом корпусе и на тот момент не имевшего прямых аналогов; также новый ноутбук был ориентирован сугубо на использование в связке с набиравшими популярность Wi-Fi сетями. После начала продаж выяснилось, что данный формфактор имеет повышенный спрос у потребителей, и вскоре начали появляться аналоги от других производителей ноутбуков: Dell Adamo, Lenovo ThinkPad X300, Samsung 900X3A, Sony Vaio Y.
В мае 2011 года корпорация Intel презентовала новый класс мобильного ПК — ультрабук, который является дальнейшим развитием классического субноутбука и во многом использует идеи, реализованные в сверхтонком ноутбуке от Apple, MacBook Air.
Начиная с 2008 года, дешёвый нетбук и более респектабельный ультрабук, по сути, заместили и вытеснили с рынка своего более функционального прародителя — субноутбук (который остался в виде редких узкоспециализированных профессиональных моделей, пример — Thinkpad X270, Panasonic Let’s Note, Fujitsu LIFEBOOK U727, Dell Latitude 5290), а к 2016 году и дешёвые нетбуки были практически полностью вытеснены планшетами.

## Описание
В отличие от дешёвого нетбука, появившегося на рынке в 2008 году, ультрабук — более солидный и дорогой мобильный компьютер, имеющий увеличенную процессорную вычислительную мощность и длительность автономной работы от встроенной аккумуляторной батареи.
Ультрабук тоньше, легче, но менее производителен при длительном использовании при высокой нагрузке, чем обычный ноутбук той же ценовой категории, в то же время он несколько больше диагональю и более производителен, чем дешёвый и сопоставимый по весу нетбук.
Он оснащается жидкокристаллическим дисплеем с светодиодной подсветкой от 11" до 17", компактен (толщиной до 20 мм) и лёгок. Кроме исключительных случаев, ультрабук несёт в себе минимальный набор портов, у него интегрированная видеокарта. При этом у подавляющего большинства ультрабуков предельно затруднена возможность замены компонентов (вплоть до полной неремонтопригодности), что должно компенсироваться более длительной гарантией производителя и приучению пользователя к использованию облачных хранилищ для сохранения данных. В большом числе случаев жизненный цикл ультрабука ограничен временем службы ячеек встроенных аккумуляторов, что удобно для крупных фирм, производящих уничтожение техники при её списании.
С 2012 года, согласно планам корпорации Intel, благодаря удешевлению сенсорного экрана и выпуску ОС Windows 8, производители начали выпускать часть моделей ультрабуков с встроенным ёмкостным сенсорным экраном, более отзывчивым к пальцевому вводу, чем привычный для бизнес-моделей резистивный экран, рассчитанный на перьевой ввод.

### Аппаратная платформа
В 2011 году ультрабук строился на мобильной платформе компании Intel, в основе которой лежит процессор на микроархитектуре Sandy Bridge; особенность применённых для ультрабуков платформ — в высокой пиковой производительности (Turbo Boost) при зачастую посредственных характеристиках при длительной работе.
В 2012 году ультрабук второго поколения строился на новой мобильной платформе Intel с процессором на более энергоэффективной (22 нм) микроархитектуре Ivy Bridge.
В 2013 году ультрабук третьего поколения создавался на мобильной платформе Intel, в основе которой лежал процессор на ядре Haswell уже с новой микроархитектурой. По словам производителя, процессор нового поколения потреблял на 30 % энергии меньше при использовании и в 20 раз меньше в режиме ожидания, по сравнению с процессором Sandy Bridge, поэтому типичным ультрабуком нового поколения можно было пользоваться сутки без подзарядки.
В 2014 году ультрабуки четвёртого поколения строились на процессоре Broadwell (Haswell на техпроцессе 14 нм) двуядерных серий:
- U (1,6—3,1 ГГц, Turbo Boost до 3,5 ГГц, TDP 10—15 Вт) и
- m (0,8—1,1 ГГц, Turbo Boost до 2,6 ГГц, TDP 3—7 Вт), также известной как Y-серия (не путать с завершённой серией M для полноразмерных ноутбуков с TDP до 35 Вт).

Intel Core M:
- Broadwell-Y (5-е поколение, 2014 г.) — SoC, 2 ядра, 14 нм
- Skylake-Y (6-е поколение, 2015 г.) — SoC, 2(4) ядра, 14 нм
- Kaby Lake-Y (6/7-е поколение, 2016-2017 гг.)  — SoC, 2(4) ядра, 14 нм
- Amber Lake-Y (7-е поколение, 2018 г.)  — SoC, 2(4) ядра, 14 нм

В 2018 году на платформе Coffee Lake (8-е поколение) появилась возможность выпускать ультрабуки с четырьмя физическими ядрами (вместо двух ядер с гипертредингом в классических процессорах Intel U серии). Сверхнизковольтные процессоры Intel m(Y)-серии продолжают оставаться двухъядерными.

### Программная платформа
До октября 2012 года ультрабуки с ОС от Microsoft поставлялись в комплекте с Microsoft Windows 7, сегодня, как правило, с Microsoft Windows 10 или Windows 11. Есть модели, идущие с поставкой Chrome OS (Хромбук), либо с предустановленными дистрибутивами Linux.
Близкие к ультрабукам компьютеры серий MacBook Air и Macbook компании Apple поставляется под управлением Apple macOS.

## Распространённость
В 2011 году доля сверхпортативного ноутбука на общем рынке мобильных компьютеров занимает лишь 5 %, однако, «по прогнозу Intel, к 2013 году она достигнет 40 %». Для этого в корпорации создано новое подразделение Intel Ultrabook, и кроме того, Intel планирует поощрять новшества производителя ультрабука, установив специальный фонд объёмом 300 млн долларов. Эти вложения в основном предназначаются разрабатывающим сенсорные технологии и связанные с ними аппаратные и программные решения.
На 2023 год доля ультрабуков на общем рынке мобильных компьютеров составляет около 30%.

## Примеры ультрабуков
- Samsung 530U3B-A04; Samsung 530U4E
- Серия ZenBook и некоторые модели (при наличии SSD) серии Vivobook компании Asus
- Dell XPS 13
- Lenovo Thinkpad Carbon
- Huawei Matebook
- LG Gram
- Apple MacBook Air 13
- Ninkear N15 Air